# 斯普利特漢德鎮區 (明尼蘇達州艾塔斯卡縣)
斯普利特漢德鎮區（英語：Splithand Township）是位於美國明尼蘇達州艾塔斯卡縣的一個行政鎮區。

## 地方資料
斯普利特漢德鎮區的面積為86.31平方千米，當中陸地面積為84.81平方千米，而水域面積為1.50平方千米。根據2020年美國人口普查的數據，當地共有人口227人，而人口密度為每平方千米2.63人。